# Second Hand Rose (zespół muzyczny)
Second Hand Rose (chiń. upr. 二手玫瑰; pinyin èrshǒu méiguī) – rockowa grupa muzyczna z Pekinu w Chinach. Grupa, w swojej muzyce, łączy brzmienie tradycyjnych chińskich instrumentów z rock and rollem.

## Skład zespołu
- Liang Long (梁龙) – wokal, gitara
- Yao Lan (姚澜) – gitara prowadząca
- Li Ziqiang (李自强) – gitara basowa
- Wu Zekun (吴泽琨) – chińskie tradycyjne instrumenty
- Sun Quan (孙权) – perkusja

## Dyskografia
- 2004: Second Hand Rose Band (二手玫瑰)
- 2005: 玫开二度
- 2006: The World of Entertainment (娱乐江湖)
- 2009:Lover (情儿)
- 2010: Everyone Wants To Be The Leader Singer (人人有颗主唱的心)
- 2013: Stealing The Show (一枝独秀)